# Trichonis
Trichonis là một chi bướm ngày thuộc họ Lycaenidae.